# گمینا ویزنا
گمینا ویزنا (به لهستانی:  Gmina Wizna) یک گمینا در لهستان است که در شهرستان وومژا واقع شده‌است. گمینا ویزنا ۱۳۳٫۰۵ کیلومتر مربع مساحت و ۴٬۳۴۴ نفر جمعیت دارد.